# Андерссон, Стиг
Стиг Андерссон (швед. Stig Andersson, 16 февраля 1910 — ?) — шведский борец вольного стиля, чемпион Европы.

## Биография
Родился в 1910 году в Норрчёпинге. В 1932, 1933 и 1935 годах становился чемпионом Швеции. В 1935 году выиграл чемпионат Европы.